# Programa Europeo de Especies en Peligro
El Programa Europeo de Especies en Peligro o EEP es un programa de manejo de poblaciones en cutividad para especies de animales exhibidas en zoológicos pertenecientes a la Asociación Europea de Zoos y Acuarios (EAZA).
El EEP es el programa europeo más intensivo de manejo de una especie mantenida en parques zoológicos. Se recoge información del estado de todos los animales de una especie mantenidos en los parques zoológicos y acuarios que participan en el programa, se elabora su libro genealógico, y se realizan análisis demográficos y genéticos y un plan para la futura gestión de la especie (recomendaciones de cría, traslados de individuos, etc).
Cada uno de los EEP tiene un coordinador (persona con especial interés y conocimiento de las especies afectadas y que trabaja en uno de los zoos o acuarios de EAZA) asesorado por un comité de expertos (Species Committee).
En el EEP se lleva a cabo una rigurosa gestión genética, a través del conocimiento de las líneas sanguíneas, lo que permite establecer recomendaciones sobre el intercambio de animales entre las instituciones participantes para maximizar su potencial. Además se procura potenciar al máximo el repertorio de comportamientos naturales de los animales ante una eventual reintroducción en el medio natural, ya que buena parte de ellos tienen una transmisión  no heredada en los genes.
El coordinador debe ocuparse de la recogida de información sobre el estado de todos los animales de esa especie alojados en zoos de EAZA, elaborando un  registro de su genealogía, desarrollando estudios demográficos y análisis genéticos, y creando un plan para el futuro manejo de la especie.
Junto al comité de expertos, da las recomendaciones sobre qué individuos deben cruzarse cada año y cuáles no, qué animales deben ser trasladados de un zoo a otro, etc.
A nivel europeo existen dos niveles de programa de conservación ex situ dirigidos y coordinados por la European Association of Zoos and Aquaria EAZA:
- EEP (European Endangered Species Program): Programa Europeo de Especies en peligro
- ESB (European StudBook): Libro de cría europeo European_Studbook